# نمل أرمان البدائي
نمل أرمان البدائي (الاسم العلمي:†Armania pristina) هو نوع منقرض من الزنابير شبيهة النمل يتبع جنس نمل أرمان.